# 브레시아 지하철

노선도

브레시아 지하철(이탈리아어: Metropolitana di Brescia)은 이탈리아 롬바르디아주 브레시아의 도시 철도이다. 1개 노선 17개 역으로 이루어져 있으며, 노선의 총연장 길이는 13.7km이다. 지하철 전 역에는 스크린도어가 설치되어 있다.

## 역사

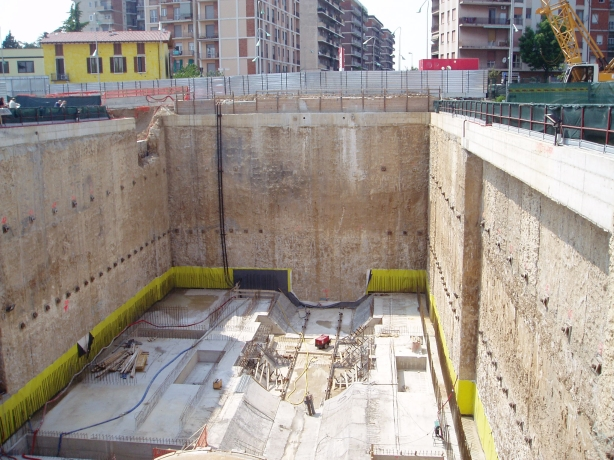
2006년 5월 볼타 역 공사 현장

브레시아에 지하철을 세우려는 계획은 1980년대로 거슬러 올라간다. 당시 유럽의 중소도시에는 1세대 자동운행 경전철 체계가 도입되려던 시기였다. 1987년에는 실용성조사가 두 차례 이루어졌다. 이후 브레시아 시에는 무인 경전철 시스템이 가장 알맞다는 결론이 내려졌다. 1989년에는 첫 경매입찰을 진행하였으나 시간이 흘러 1996년에 프로젝트가 취소되었다.
1994년 지방재정 지원서가 처음으로 발행되었다. 1995년에는 중앙정부로부터 지방재정금을 조달받았고 2002년에는 롬바르디아주정부로부터 다른 재원을 마련받았다. 2000년에는 프로젝트 첫단계의 국제입찰을 시작하였으며, 안살도 STS, 안살도브레다, 아스탈디, 아초나가 참여한 그룹이 코펜하겐 지하철과 유사한 체계를 제안하여 최종 선발되었다.
2003년 4월 안살도 STS가 이끄는 콘소시엄이 5억 7500만 유로에 달하는 계약서를 체결하였다. 이듬해 2004년 1월 브레시아 지하철 건설 공사가 시작되었으나 고고학 유물조사로 인해 공사가 연기되었고 역 설계도 다시 이뤄졌다. 약 9년 뒤인 2013년 3월 2일 브레시아 지하철이 최종 개통되었다.

## 운영

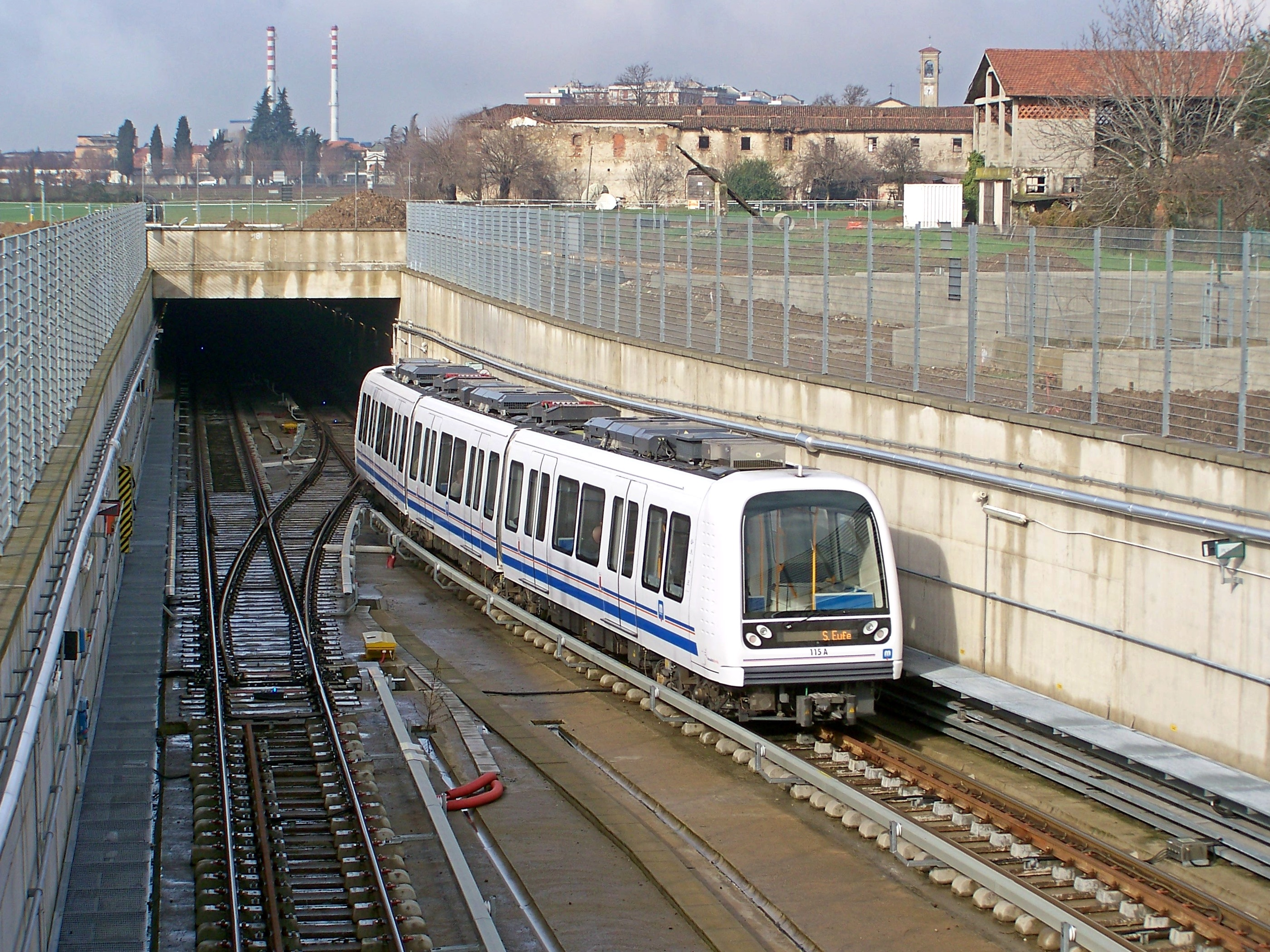
안살도브레다 차량

코펜하겐 지하철에서도 운행되는 안살도브레다 무인 지하철 열차를 운용하고 있다. 차량 규모는 총 3량이며 전체 길이는 39m에 달한다. 현재 18대의 열차가 운영되고 있으며 시간당 최대 인원수는 8,500명이다.
브레시아 지하철은 아침 5시부터 밤 12시 정각까지 운행된다. 개통 1년차인 2014년 3월부터는 운행 시작시간을 앞당겼다. 배차 간격은 10분 (평소)에서 4분 (주말 피크타임)에 이른다.

## 같이 보기
- 브레시아
- 세계의 지하철